# フォン (料理)
フォン（フランス語: fond または fonds）は、フランス料理において、主にソースのベースとして使われる出汁の一種。煮込みの煮汁のもととしても使用される。語源はラテン語のfundus（基、底）であり、そこから古フランス語のfunzを経て現代のfondとなった説と、古フランス語のfonzまたはfonsを経て現代のfondsとなった説があるが、大半の人はfondとつづる。18世紀の料理人、フランソワ・マラン (François Marin) が初めて編み出したと考えられている。
フランス料理において代表的な出汁であり、子牛のすね肉など動物性の材料から引いたものとされる。これは狭義のフォンであり、素材をそのまま煮た白いフォンと、一旦素材を焼いてから作る茶色いフォン、そしてそれらをデンプンでつないだフォンがある（ただし、この分類も一例である）。なお、広義にはマリネ液、下茹で用のクール・ブイヨン、そして魚を使うものも含むが、通常魚のフォンはフュメと呼ぶ。そして料理の基本という意味ではコンソメ、ルー、ジュレなども含む。

## フォンの例
以下にフォンの例を示す。
フォン・ド・ヴォー (fond de veau)
「仔牛のフォン」の意。焼き色をつけてから煮出すと茶色になる。
フォン・ド・ヴォライユ (fond de volaille)
「鶏のフォン」の意。白いフォン。
フォン・ド・ポワソン (fond de poisson)
「魚のフォン」の意。フュメ。
フォン・ブリュン（フォン・ブラン） (fond brun)
「こげ茶色のフォン」の意。牛や子牛からとられる。
フォン・ブラン (fond blanc)
「白いフォン」の意。子牛・鶏を用いる。
フォン・ド・ジビエ (fond de gibier)
「鹿、ウサギ、キジなどのフォン」の意。
上述のように「フォン・ド・ヴォー」とは「仔牛のフォン」であるため、鹿の骨から作ったものを「鹿のフォン・ド・ヴォー」とは呼ばず、「鹿のフォン」となる。